# Омар Бредлі
Ома́р Не́льсон Бре́длі (англ. Omar Nelson Bradley; нар. 12 лютого 1893, Кларк, Міссурі — пом. 8 квітня 1981, Нью-Йорк) — американський воєначальник, генерал армії США (1950), один з основних командирів Армії США у Північній Африці і Європі за часів Другої світової війни. Після війни займав посаду начальника штабу армії; у 1949 році став першим головою Об'єднаного комітету начальників штабів США. Останній в історії американський воєначальник, що отримав звання 5-зіркового генерала.

## Життєпис
Омар Нельсон Бредлі народився 12 лютого 1893 року в сім'ї бідного шкільного вчителя в містечку Кларк, штат Міссурі. Коли юному Бредлі виповнилося 14 років, його батько помер. Для Омара з матір'ю настали важкі часи. Після закінчення середньої школи в Моберлі в 1910 році Бредлі поступив на роботу в залізничні майстерні, щоб допомогти сім'ї і зібрати необхідну суму грошей на університет, але директор місцевої недільної школи, який був другом батька Омара, порадив йому складати іспити до військової академії у Вест-Пойнті.

#### Вест-Пойнт
Бредлі написав лист конгресменові свого округу з проханням порекомендувати його кандидатом до вступу в академію Вест-Пойнт. Але виявилось, що кандидат від штату вже намічений, і Омарові запропонували спробувати свої сили на іспитах резервним кандидатом. Ця звістка дуже прикро вразила Бредлі. Іспити були вже через тиждень, а кинути роботу, щоб готуватися до них, він не міг. Крім того, не було грошей на квиток до Сент-Луїсу, де проходили іспити. Вся витівка уявлялася молодому Омарові даремною тратою часу, заздалегідь приреченою на невдачу.
Проте, через три тижні Бредлі повідомили про те, що основний кандидат провалився на іспитах, й Омар отримав повідомлення про зарахування його до військової академії.
«Мені було наказано з'явитися до Вест-Пойнту 1 серпня 1911»
— писав генерал через багато років.
Три роки навчання дали дуже багато для Омара, він здобув прекрасну загальну освіту, глибокі знання у галузі військового мистецтва. Омар активно займався спортом, розуміючи, що справжній військовий має бути в хорошій формі, щоб стійко переносити важке солдатське життя.

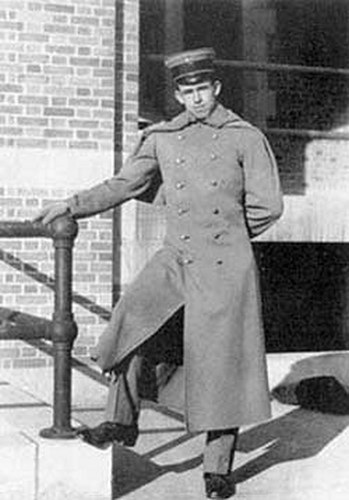
Кадет військової академії Омар Бредлі

У Вест-Пойнті він затоваришував із Дуайтом Ейзенхауером, майбутнім видатним полководцем і героєм Америки. Пізніше їх дружба переросла в плідну співпрацю. Бредлі і Дуайт розуміли і підтримували один одного.
Бредлі закінчив училище гідно, але не блискуче — 44-м зі 164 кадетів. У курсантські роки він більше досягав успіху у футболі і бейсболі, які все життя пропагував, як незамінний засіб для формування командного духу.
Випуск Вест-Пойнту 1915 року прозвали «усипаний зірками» (англ. The class the stars fell on) — так багато він дав майбутніх воєначальників, з яких 59 стали генералами збройних сил США, а Д.Ейзенхауер і Бредлі — досягли найвищого рангу — військового звання генерал армії США.

### Військова служба

#### Початок військової кар'єри
Військову службу Бредлі почав 12 червня 1915 року у військовому званні другого лейтенанту в гарнізоні у штаті Вашингтон, у піхотній частині. З вересня 1915 року він продовжує службу в 14-му піхотному полку у Форт-Джордж-Райті (Вашингтон). Під час Першої світової війни служив на американо-мексиканському кордоні, учасник військової експедиції в Мехіко.
Відразу після вступу Америки до світової війни Бредлі почав надсилати командуванню рапорти про переведення до Європи. Але замість цього всю Першу світову війну Омар Бредлі знаходився у Сполучених Штатах, що доставляло йому чимало прикростей. Мріючи про фронт, він командував ротою, яка охороняла мідні копальні в Батте, Монтана.
У серпні 1918 року Бредлі призначили командиром батальйону в складі 19-ї піхотної дивізії, що готувався до відправлення у Францію, але тут оголошено перемир'я, і замість участі у військових діях молодому капітанові Бредлі довелося учити військовій справі студентів університету Південної Дакоти.
Служба його проходила досить складно; перший чин старшого офіцера — майора Омар Нельсон Бредлі отримав лише через дев'ять років після закінчення академії, а наступний — підполковника — ще через дванадцять. Таке явище для біографії полководця є не просто рідкісним, а скоріш за все винятком. Начальство, від якого залежала його військова кар'єра, наполегливо не помічало службове завзяття офіцера з академічною освітою.
У вересні 1920 року Бредлі став викладачем математики Військової академії у Вест-Пойнті, де в цей час суперінтендантом був Дуглас МакАртур, зустрічі з яким у різний час дали поштовх кар'єрі багатьох майбутніх полководців, включаючи Ейзенхауера. У цей час відбулося знайомство Омара з генералом Маршаллом, який звернув увагу на талановитого офіцера. Генерал Маршалл зробив дуже багато для Бредлі і головне навчив правильно будувати взаємовідносини з підлеглими.
Вест-Пойнт був визнаним центром військової думки, і Бредлі з головою поринув у теоретичні суперечки. Він рано прийшов до висновку, що більшість американських і світових військових авторитетів перебільшують значення досвіду позиційної війни 1914—1918 років. Його кумиром був кавалерійський генерал Громадянської війни — Вільям Шерман, що прославився стрімкими рейдами по тилах південців.
З 1924 він служить у 27-й дивізії на Гавайських островах. У 1928—1929 Бредлі продовжує службу інструктором піхотної школи (англ. United States Army Command and General Staff College) у Форт-Лівенуорт, а потім — академії у Вест-Пойнті.
У 1934 році закінчив Воєнний коледж армії США (Карлайл-Барракс, Пенсільванія)
У 1938 році переведений до управління штабу армії США. Після переходу Маршалла у 1940 році на посаду начальника штабу армії, він перевів Бредлі з управління особового складу військового міністерства в свою канцелярію помічником секретаря начальника штабу. З лютого 1941 року начальник піхотної школи у Форт Беннінгі, Джорджія і чин бригадного генерала.
Бредлі розробив методику і програму підготовки офіцерів з випускників університетів, яка зіграла важливу роль у війні, забезпечивши командирами взводів 89 американських дивізій. Перші короткострокові офіцерські курси, створені ним у Форт Беннінзі, випустили за роки війни 45 тисяч лейтенантів.

#### Друга світова війна
На початку Другої світової війни бригадний генерал Омар Нельсон Бредлі отримав під своє командування 82-гу і 28-му піхотні дивізії, які посилено готувалися до участі в бойових діях.
Перший бойовий досвід генерал Бредлі отримав у Північній Африці, де він почав службу заступником Джорджа Паттона, командира 2-го корпусу. Коли Паттон прийняв під своє командування 7-му американську армію, його заступник був призначений на посаду командира 2-го корпусу і разом з ним отримав звання генерал-лейтенанта.
На цієї посаді, у ході бойових дій в Тунісі, американський воєначальник Омар Нельсон Бредлі святкував свою першу велику перемогу на війні. Його війська просувалися по найбільш важкодоступних ділянках фронту швидше за сусідів-англійців, вибивши німців з Джефни і захопивши на північний захід від міста Тунісу Матир. При цьому корпусний командир показав себе майстром тактичних рішень в умовах пустельної місцевості.
7 січня 1943 року 2-й американський корпус з важкими боями зайняв туніське портове місто Бізерту і узяв в полон близько 40 тисяч німців і їх союзників — італійців. Як трофей американці захопили багато бойової техніки, яку німці і італійці так і не зуміли забезпечити пальним у достатньому обсязі. Через повну перевагу їх противника на суші і на морі фашистським військам не вдалося евакуюватися з Бізерти до Сицилії та Південної Італії і довелося здатися.
З Північної Африки 2-й корпус був перекинутий на італійську територію для участі в Сицилійській операції. Він наступав у першому ешелоні англо-американських сил і зайняв місто Мессіну через п'ять тижнів після висадки на острові. Залишки вірних військ Муссоліні евакуювалися на південь Італії.
Незабаром Бредлі отримав підвищення по службі. Дуайт Ейзенхауер призначив його командувачам 1-ї американської армії, що дислокувалася на Британських островах. Серед підлеглих Бредлі армійських генералів виявився його колишній начальник у Північній Африці Паттон, кар'єра якого не вдалася: його понизили у званні за нанесення побоїв солдатам.
На відміну від Паттона, Бредлі заслужив славу хороброго і талановитого командира, який користувався великою любов'ю та пошаною у військах і отримав прізвисько «Солдатський генерал» (англ. The Soldier's General або англ. The G.I.'s General).
У 1944 році Нормандська десантна операція (кодова назва «Оверлорд») являла собою відкриття другого фронту на Європейському театрі війни. Англо-американські експедиційні сили, з Британських островів переправились через Ла-Манш, 6 червня висадилися в Нормандії і захопили стратегічний плацдарм, з якого незабаром почалося наступ в Північно-Західній Франції.
Одна з головних ролей в операції «Оверлорд» відводилася 1-й армії генерал-лейтенанта Бредлі. Їй належало прорвати німецьку оборону на ділянці на захід від Сен-Ло.
Авіація армії США з початком операції розпочала масоване бомбардування ворожої позиції, скинувши 4200 тонн бомб, завдаючи великих втрат та дезорганізовуючі оборону. Однак, при цьому, через помилки у розрахунках бомбометання, були вбиті і поранені більше ніж 500 американців. У числі загиблих виявився і присутній на передньому краю як спостерігач генерал Леслі Дж. Макнейр, командувач американськими сухопутними силами.
Долаючи запеклий опір німецьких військ, американська армія досягла західного краю півострова Котантен. Її танки дійшли до Авранша на березі бухти Сен-Мішель. Спільними зусиллями союзники — англійці, американці і канадці — захопили приморську частину Нормандії.
21 червня війська Бредлі підійшли до Шербуру (який був украй важливим портом для організації постачання союзників) і в ході штурму 21—26 червня узяли його. Інша частина армії Бредлі, зазнавши важких втрат, 18 липня узяла Сен-Ло. 23 липня почав наступ, здійснюючи широкий обхват противника (у рамках операції «Кобра»). І хоча успіх був на стороні Бредлі і Монтгомері, головної мети — розгрому армій Вермахту, їм досягти не вдалося. 24 липня план «Оверлорд» був завершений.
1 серпня, коли союзники стали просуватися в глиб Франції, генерал-лейтенанта Бредлі призначили командувачем створеною 12-ю групою армій. Це було найпотужніше угрупування американських сухопутних військ на Європейському театрі воєнних дій, яке мало у своєму складі 4 армії, 48 дивізій та 1 мільйон 300 тисяч бійців і величезну кількість бойової техніки. Тепер полководець Омар Нельсон Бредлі командував, по суті справи, цілим фронтом.
12-та група армій почала наступ на німецьку армію, якою командував генерал-фельдмаршал Гюнтер фон Клюге. Незабаром він був зміщений, і на чолі німецьких військ у Франції встав генерал-фельдмаршал Вальтер Модель. Проте така зміна не змогла вплинути на ситуацію. Німці не встигли підготуватися до оборони на нових рубежах і знов відступили. Війська Бредлі за допомогою повсталих парижан у другій половині серпня 1944 року оточили Париж, який 25 серпня 1944 року здався представникам французького командування і разом з іншими союзними арміями стали просуватися до кордонів гітлерівської Німеччини.
Французькі партизани і місцеве населення надавали усіляку підтримку американським та британським військам і руху «Франція, що бореться», який очолював французький генерал Шарль де Голль. Відбивши контрнаступ німецьких військ у Арденнах наприкінці 1944 року, підлеглі генералові Бредлі три американські армії з 12-ї групи на початку 1945 року прорвали лінію Зігфріда в напрямі на Люневіль. Цю укріплену позицію обороняли ослаблені німецькі дивізії під командуванням генерала Карла фон Рундштедта. У результаті операції американці опинилися у Вестфалії і вийшли до річки Рейн на ділянці від Кельна до річки Мозель. Війська Бредлі, не зустрівши значного опору, форсували Рейн. Тут особливо відзначилися підлеглі йому армії генералів Джорджа Сміта Паттона-молодшого і Кортні Ходжеса.
Найбільшим успіхом 12-ї групи армій стало оточення в районі Рура великого, але дезорганізованого об'єднання німецьких військ (335 тисяч чоловік) з групи армій «В» генерал-фельдмаршала Вальтера Моделя, які здалися в полон.
25 квітня 1945 року розвідувальна група із складу військ Бредлі зустрілася на Ельбі з Червоною армією.
Бредлі брав участь у роботі Потсдамської конференції, в ролі радника президента США Гаррі Трумена.

#### Після війни

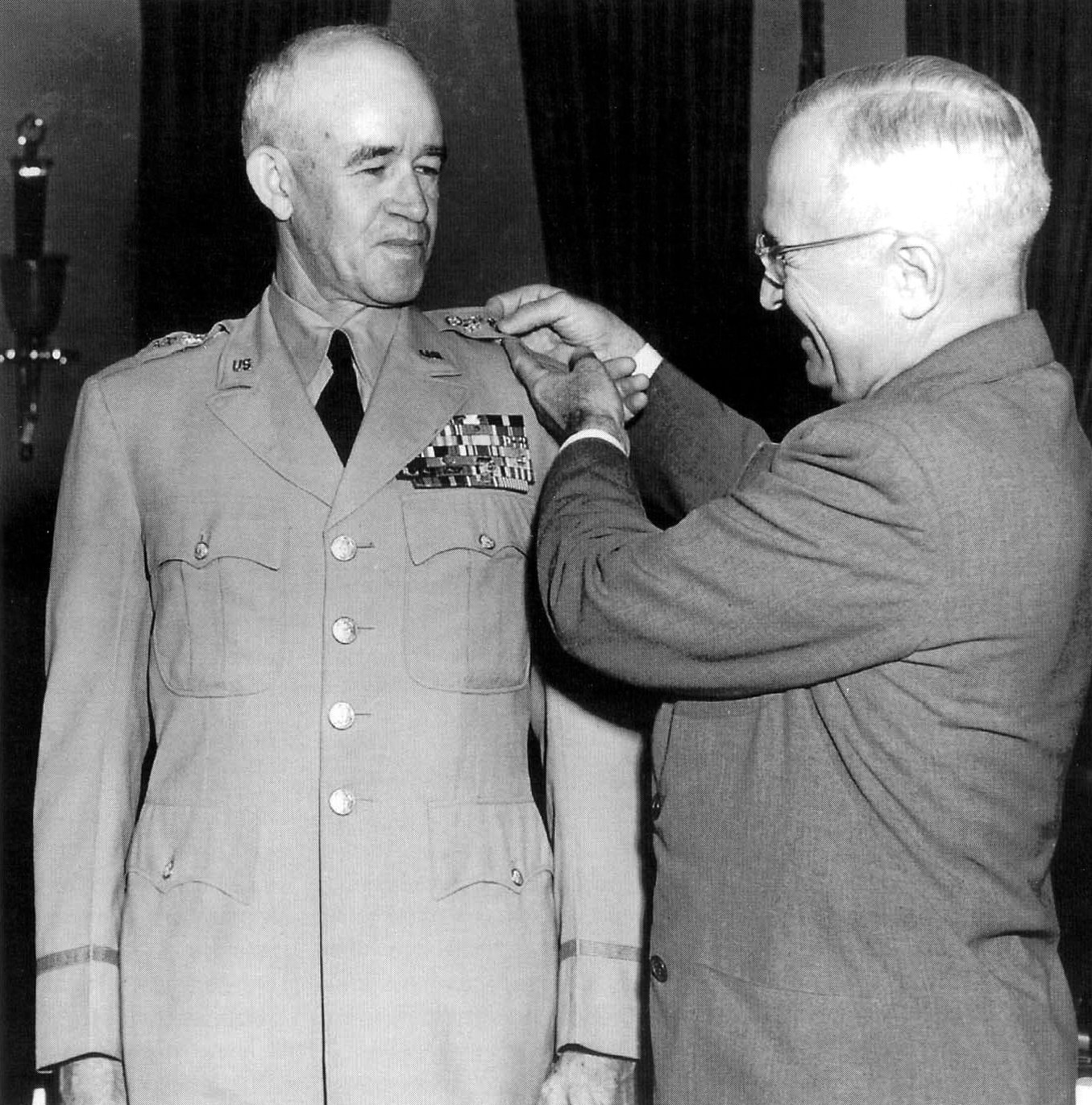
Президент США Гаррі Трумен вручає військове звання генерала армії генералу Омару Бредлі. 22 вересня 1950 року

15 серпня 1945 року президент Трумен призначив Бредлі керівником управління своєї адміністрації у справах ветеранів. Під його опікою виявилося 17 мільйонів колишніх фронтовиків, яким треба було допомагати освоюватися в мирному житті.
У лютому 1948 року Бредлі змінив Ейзенхауера на посту начальника штабу американської армії, а в серпні 1949 року став першим в історії головою Об'єднаного комітету начальників штабів (до цього кожен вид американських збройних сил мав власне керівництво). Він зіграв ключову роль в розробці ядерної доктрини США, керівництві корейською війною і створенні НАТО.
22 вересня 1950 року Конгрес присвоїв Бредлі звання генерала армії (відповідне маршальському в країнах Європи). Бредлі став останнім з американських військових, удостоєних цього рангу, і єдиним, кому воно було присвоєне після закінчення Другої світової війни.
15 серпня 1953 року Бредлі залишив військову службу. Він прожив ще 28 років, радивши кільком президентам і консультуючи творців голлівудських фільмів про війну.
Помер 8 квітня 1981 року в місті Нью-Йорк і був похований на Арлінгтонському цвинтарі.

## Твори
- Брэдли О. Н. Записки солдата. — М.: ИИЛ, 1957. англ. Bradley O.N. A Soldier's Story[2]